# Itoplectis australis
Itoplectis australis är en stekelart som beskrevs av Setsuya Momoi 1966. Itoplectis australis ingår i släktet Itoplectis och familjen brokparasitsteklar. Inga underarter finns listade i Catalogue of Life.